# Великий мур (антарктична станція)
Чанчен (Великий мур, від Великого китайського муру) — перша китайська науково-дослідна станція в Антарктиці. Відкрита 20 лютого 1985 р. Знаходиться на острові Кінг-Джордж за 2,5 км від чилійської станції «Президент Едуардо Фрей Монталва» і за 960 км від мису Горн.
Станція розташовується на скелі, не покритій льодом, на висоті близько 10 метрів над рівнем моря. Влітку тут працюють понад 40 вчених; взимку населення станції становить 14 осіб.